# Dan Welch
Dan Welch (né le 23 février 1981 à Hastings, Minnesota, États-Unis) est un joueur professionnel américain de hockey sur glace.

## Carrière de joueur
Après 3 saisons en NCAA avec les Golden Gophers du Minnesota et 2 titres de champion universitaire à son actif en 2002 et 2003, Dan Welch joue pour la franchise affiliée des Kings de Los Angeles, à savoir les Monarchs de Manchester. En 2005, il part jouer en EIHL avec les Coventry Blaze puis les Nottingham Panthers. L'année suivante, il découvre le championnat français avec le club de Morzine-Avoriaz. Il est aligné avec Evan Cheverie et Pierre-Claude Drouin. Il finit meilleur pointeur de l'équipe avec 14 buts pour 26 assistances en 26 matchs. L'équipe s'incline en finale de Ligue Magnus face aux Brûleurs de Loups de Grenoble. En 2007, et après 4 matchs en LNB avec les Young Spinters de Neuchâtel, il retourne aux États-Unis et plus précisément en ECHL avec les Wildcatters du Texas. Durant la saison 2008-2009, il s'engage avec le club danois de Totempo HVIK qui évolue en AL-Bank ligaen. 38 matchs plus tard, il finit sa saison en ECHL avec les Steelheads de l'Idaho.
En 2009, et avant de s'expatrier chez les Édimbourg Capitals en EIHL, il participe à 10 matchs en LCH.

## Trophées et honneurs personnels
LNH
- 2000 : Drafté par les Kings de Los Angeles, 8e ronde, 245e choix

USHL
- 2000-2001 : Vainqueur de la Coupe Clark avec les Lancers d'Omaha

NCAA
- 2001-2002 : Vainqueur du championnat avec les Golden Gophers du Minnesota
- 2002-2003 : Vainqueur du championnat avec les Golden Gophers du Minnesota
- 2002-2003 : Vainqueur de la association de l'Ouest de NCAA

Ligue Magnus
- 2006-2007 : Sélectionné dans l'équipe des meilleurs étrangers pour le Match des étoiles.

## Statistiques
| Saison    | Équipe                      | Ligue          |    | Saison régulière | Saison régulière | Saison régulière | Saison régulière | Saison régulière |    | Séries éliminatoires | Séries éliminatoires | Séries éliminatoires | Séries éliminatoires | Séries éliminatoires |
| Saison    | Équipe                      | Ligue          | PJ | B                | A                | Pts              | Pun              | PJ               | B  | A                    | Pts                  | Pun                  |                      |                      |
| 1999-2000 | Golden Gophers du Minnesota | NCAA           | 36 | 6                | 8                | 14               | 31               | --               | -- | --                   | --                   | --                   |                      |                      |
| 2000-2001 | Lancers d'Omaha             | USHL           | 52 | 30               | 27               | 57               | 103              | 12               | 9  | 13                   | 22                   | 20                   |                      |                      |
| 2001-2002 | Lancers d'Omaha             | USHL           | 7  | 4                | 2                | 6                | 8                | --               | -- | --                   | --                   | --                   |                      |                      |
| 2001-2002 | Golden Gophers du Minnesota | NCAA           | 19 | 4                | 7                | 11               | 12               | --               | -- | --                   | --                   | --                   |                      |                      |
| 2002-2003 | Golden Gophers du Minnesota | NCAA           | 18 | 5                | 5                | 10               | 12               | --               | -- | --                   | --                   | --                   |                      |                      |
| 2002-2003 | Monarchs de Manchester      | LAH            | 42 | 3                | 9                | 12               | 22               | 3                | 0  | 0                    | 0                    | 0                    |                      |                      |
| 2003-2004 | Monarchs de Manchester      | LAH            | 31 | 6                | 6                | 12               | 18               | 1                | 0  | 0                    | 0                    | 0                    |                      |                      |
| 2004-2005 | Monarchs de Manchester      | LAH            | 59 | 3                | 10               | 13               | 49               | 1                | 0  | 0                    | 0                    | 0                    |                      |                      |
| 2004-2005 | Royals de Reading           | ECHL           | 11 | 8                | 7                | 15               | 8                | 1                | 0  | 1                    | 1                    | 2                    |                      |                      |
| 2005-2006 | Coventry Blaze              | EIHL           | 40 | 22               | 21               | 43               | 26               | 6                | 2  | 6                    | 8                    | 16                   |                      |                      |
| 2005-2006 | Nottingham Panthers         | EIHL           | 7  | 1                | 2                | 3                | 10               | --               | -- | --                   | --                   | --                   |                      |                      |
| 2006-2007 | HC Morzine-Avoriaz          | Ligue Magnus   | 26 | 14               | 26               | 40               | 66               | 12               | 2  | 13                   | 15                   | 28                   |                      |                      |
| 2007-2008 | Young Sprinters HC          | LNB            | 4  | 2                | 1                | 3                | 4                | --               | -- | --                   | --                   | --                   |                      |                      |
| 2007-2008 | Wildcatters du Texas        | ECHL           | 64 | 21               | 41               | 62               | 91               | 9                | 1  | 3                    | 4                    | 10                   |                      |                      |
| 2008-2009 | Totempo HVIK                | AL-Bank ligaen | 38 | 12               | 22               | 34               | 84               | --               | -- | --                   | --                   | --                   |                      |                      |
| 2008-2009 | Steelheads de l'Idaho       | ECHL           | 28 | 5                | 7                | 12               | 33               | 4                | 1  | 0                    | 1                    | 0                    |                      |                      |
| 2009-2010 | Eagles du Colorado          | LCH            | 3  | 0                | 1                | 1                | 0                | --               | -- | --                   | --                   | --                   |                      |                      |
| 2009-2010 | Brahmas du Texas            | LCH            | 7  | 2                | 3                | 5                | 12               | --               | -- | --                   | --                   | --                   |                      |                      |
| 2009-2010 | Édimbourg Capitals          | EIHL           | 44 | 16               | 24               | 40               | 69               | 2                | 0  | 0                    | 0                    | 4                    |                      |                      |
| 2010-2011 | Belfast Giants              | EIHL           | 57 | 20               | 48               | 68               | 86               | 3                | 1  | 1                    | 2                    | 0                    |                      |                      |